# Craig Mitchell
Pour les articles homonymes, voir Mitchell.
Pas d'image ? Cliquez ici

a Compétitions nationales et continentales officielles uniquement.

b Matchs officiels uniquement.
Dernière mise à jour le 11 juillet 2023.
Craig Mitchell, né le 3 mai 1986 à Neath, est un joueur de rugby à XV international gallois qui évolue au poste de pilier.

## Biographie
De 2005 à 2011, Craig Mitchell joue avec les Ospreys en Celtic League. Il honore sa première cape internationale en équipe du pays de Galles le 30 mai 2009 contre l'équipe du Canada. Au mois de mars 2011, il signe un contrat de deux ans avec le club anglais des Exeter Chiefs à partir de la saison 2011-2012. Le 22 août, il est retenu par Warren Gatland dans la liste des trente joueurs gallois qui disputent la Coupe du monde de rugby à XV 2011. Il dispute le match de poule contre la Namibie.
En juin 2021, il prend sa retraite de rugbyman.

## Statistiques en équipe nationale
- 15 sélections
- Sélections par année : 3 en 2009, 1 en 2010, 7 en 2011, 4 en 2013.
- En Coupe du monde :
  - 2011 : 1 sélection (Namibie)

## Palmarès

### En province
- Finaliste de la Coupe anglo-galloise en 2007 avec les Ospreys.
- Vainqueur de la Coupe anglo-galloise en 2008 avec les Ospreys.
- Vainqueur de la Celtic League en 2007 et 2010 avec les Ospreys.

### En sélection nationale
- Vainqueur du Tournoi des Six Nations en 2013 avec le pays de Galles.